# Gaffel Haus

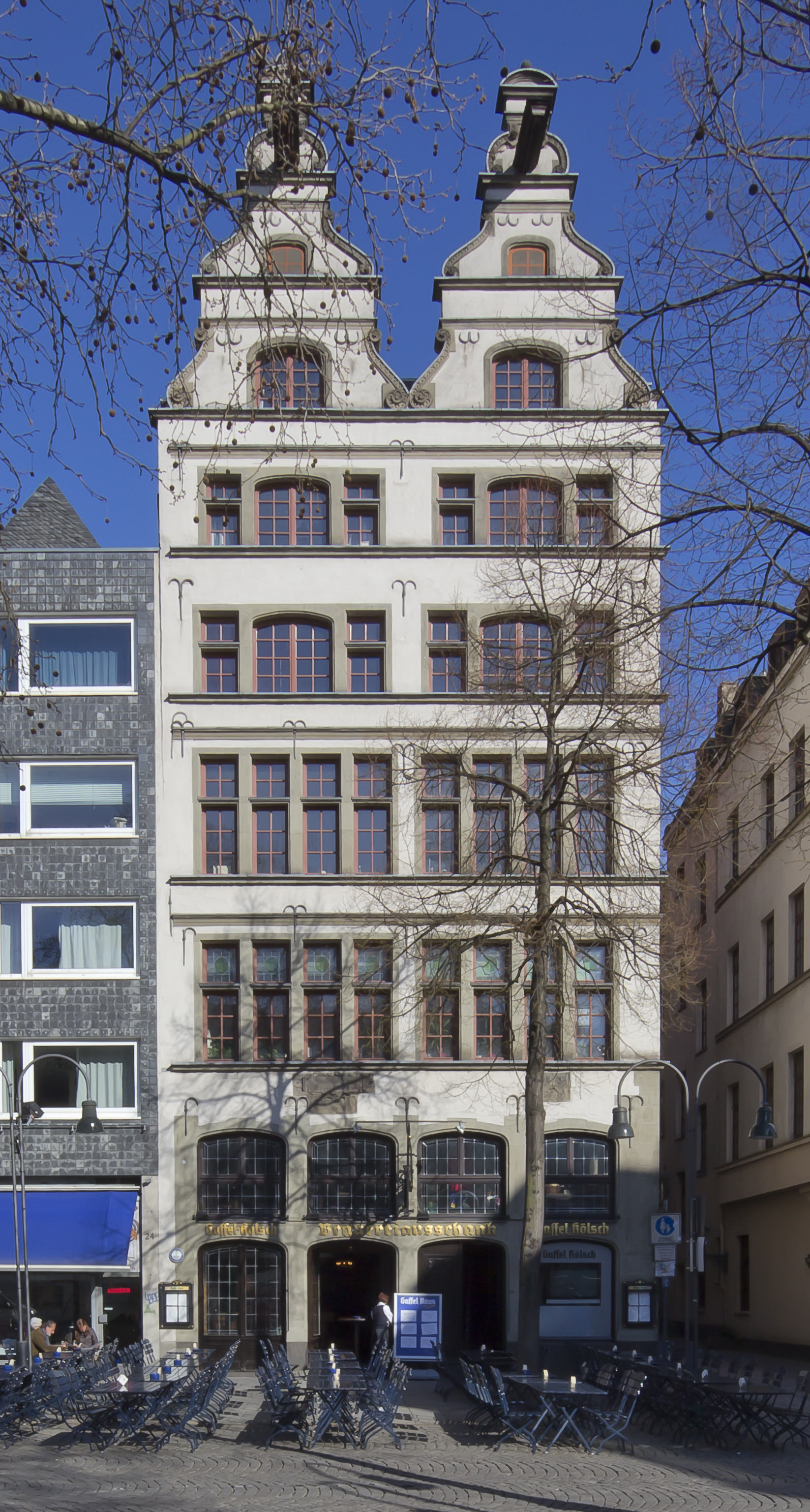
Gaffel Haus

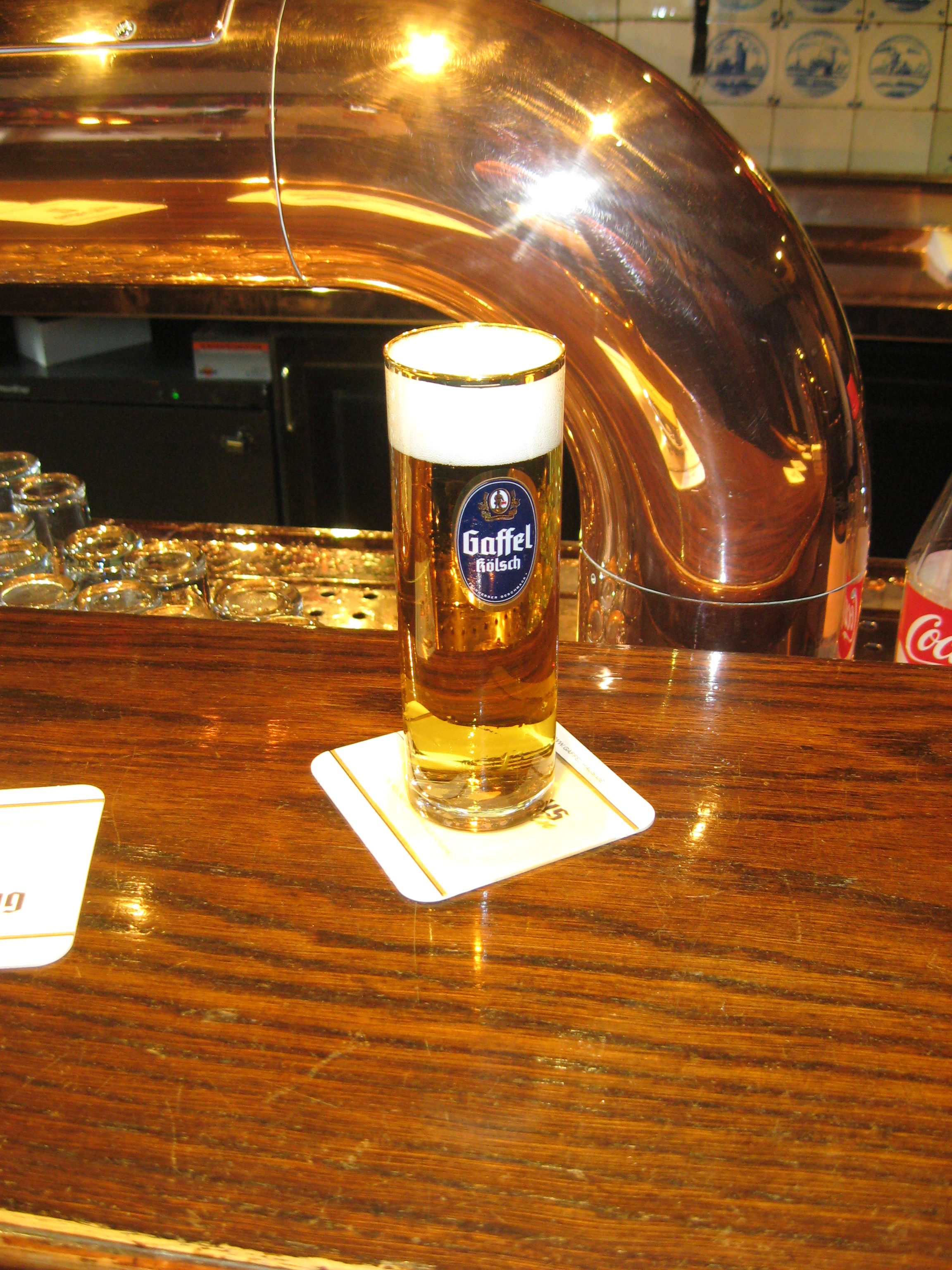
„Spezialausschank“ Gaffel Kölsch

Das Gaffel Haus ist das älteste Gebäude am Alter Markt in der Kölner Altstadt-Nord und beherbergt seit 1987 ein Brauhaus der Kölner Privatbrauerei Gaffel, das heute den Namen „Zum Prinzen“ trägt.

## Geschichte
Das historische Haus am Kölner Alter Markt wurde urkundlich schon 1213 erwähnt und besteht in seiner jetzigen Form seit 1580. In diesem Jahr erwarb der Ratsherr und damit Bannerherr der Steinmetzzunft Benedikt von Schwelm die nördliche Haushälfte. Die Jahreszahl ist noch auf den Mauerankern der Fassade zu sehen. Benedikt von Schwelm gilt als Erbauer des immer noch erhaltenen Zwillingsbaus. Während der nördliche Teil zunächst den Namen „Zur Brezel“ führte, trug der südliche Teil ab 1630 den Namen „Zum Dorn“ und später „Zur goldenen Sonne“ (1767). 
Nach umfassenden Restaurierungsarbeiten in der Zeit von 1910 bis 1912 brannte das Doppelhaus im Zweiten Weltkrieg bis auf die Grundmauern aus; der Wiederaufbau erfolgte 1955. Im Jahr 1987 öffnete die Privatbrauerei Gaffel im Gebäude ein Brauhaus („Spezialausschank“), das seitdem seinen heutigen Namen „Gaffel Haus“ trägt. Über der Türfront und an den Seitenwänden ist eine Galerie als Zwischengeschoss mit 40 Gastplätzen eingebaut, das den traditionellen Namen Hängestube trägt.
Das Gaffel Haus stand seit Anfang 2015 leer. An einer Übernahme des traditionsreichen Brauhauses am Kölner Alter Markt war – neben dem Kölner Großgastronom Markus Zehnpfennig und Eventmanager Markus Krampe – auch Fußballer Lukas Podolski interessiert. Neuer Pächter wurde Markus Krampe mit Partnern; im September 2015 erfolgte nach umfangreicher Renovierung die Neueröffnung des Gaffelbrauhauses mit modernen Sportsbar-Elementen.
Das Gaffel Haus ist eine der historischen „Stationen“ des Kölner Brauhauswanderwegs.

## Galerie

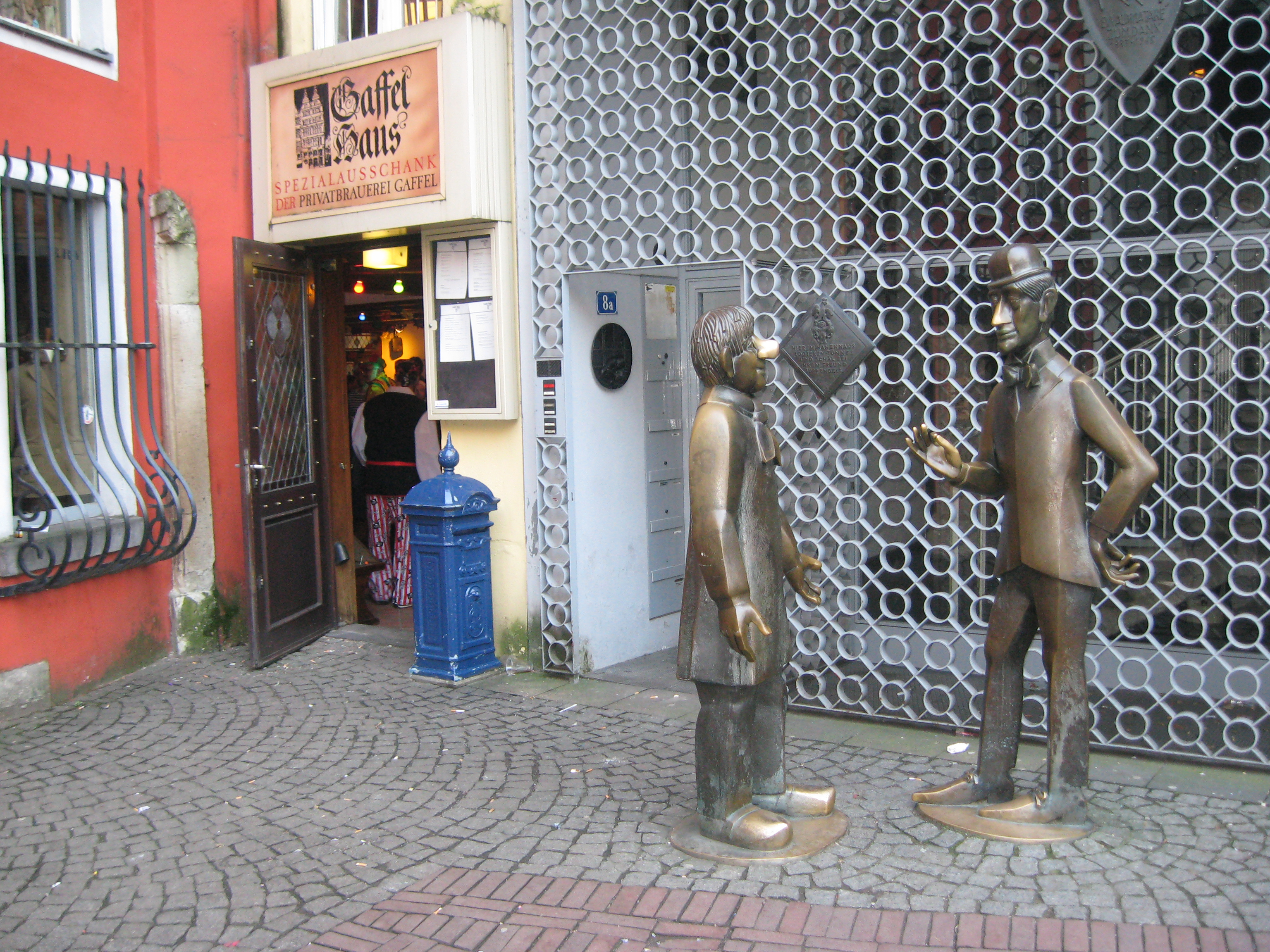
Denkmal „Tünnes und Schäl“ am Hintereingang
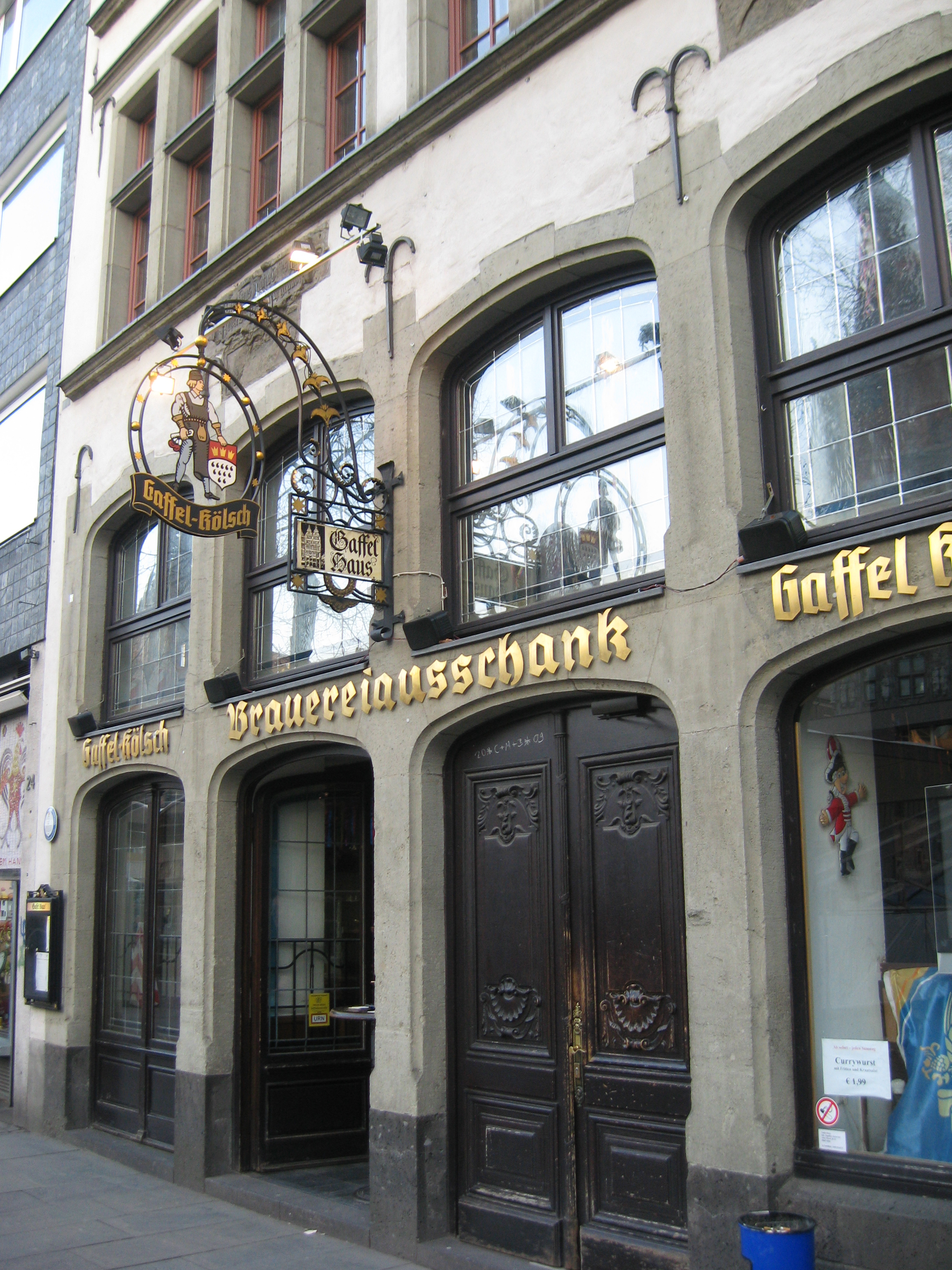
Teilansicht der Frontseite
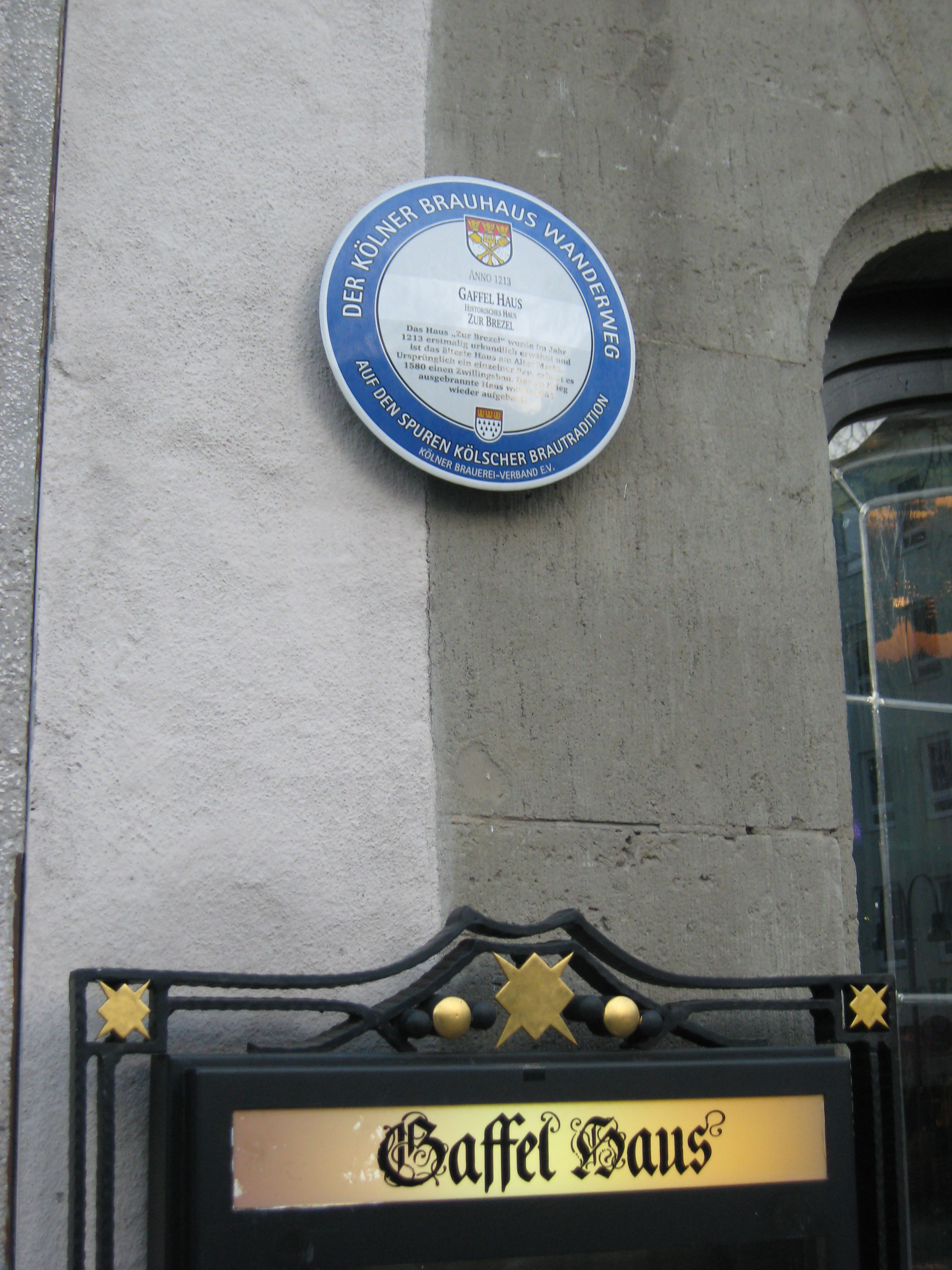
Station des „Kölner Brauhaus Wanderwegs“
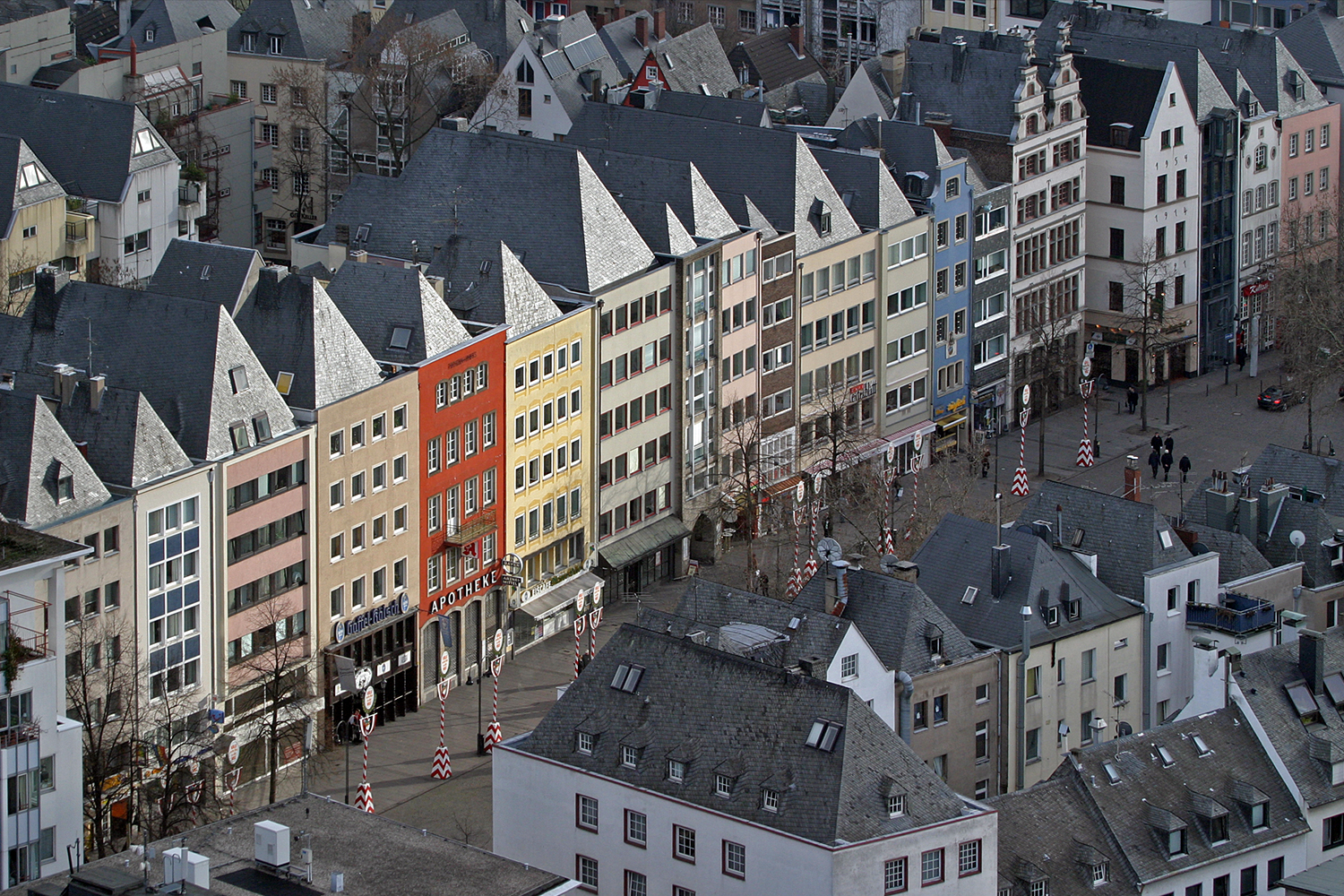
Aufnahme von einem Turm des Kölner Doms (hinten rechts)